# گمینا ژوکووو
گمینا ژوکووو (به لهستانی:  Gmina Żukowo) یک گمینا در لهستان است که در شهرستان کارتوزه واقع شده‌است. گمینا ژوکووو ۱۶۳٫۹۵ کیلومتر مربع مساحت و ۲۵٬۴۰۵ نفر جمعیت دارد.

## خواهرخوانده
شهر Saint-Junien خواهرخواندهٔ گمینا ژوکووو هست.